# Helmut Anthony Hatzfeld
Helmut Anthony Hatzfeld (* 4. November 1892 in Bad Dürkheim; † 18. Mai 1979 in Washington, D.C.) war ein deutscher Romanist, Literaturwissenschaftler und Sprachwissenschaftler mit amerikanischer Staatsbürgerschaft. Er hat besonders auf dem Gebiet der Stilistik gearbeitet.

## Leben und Werk
Nach Studium in München, Grenoble, Berlin und Edinburgh promovierte Hatzfeld 1915 sprachwissenschaftlich bei Karl Vossler in München und habilitierte sich später literaturwissenschaftlich bei Matthias Friedwagner in Frankfurt. Er wurde als außerordentlicher Professor (im Rang eines persönlichen Ordinariats) nach Heidelberg berufen, wegen seiner (zu einem Viertel) jüdischen Abstammung von den Nationalsozialisten aus dem Amt gedrängt und verließ Heidelberg im November 1938. Er ging über Belgien (Katholische Universität Löwen) in die USA und lehrte 1940 bis 1962 an der Katholischen Universität von Amerika in Washington, D.C.

## Werke
- Über die Objektivierung subjektiver Begriffe im Mittelfranzösischen : Ein Beitrag zur Bedeutungslehre, Diss. München 1915
- Von Freund und Feind, München 1917
- Das zauberkundige Schneiderlein nebst zwei anderen Märchen aus dem Italienischen nacherzählt, München 1921
- Paul Claudel und Romain Rolland. Neufranzösische Geistigkeit, München 1921
- Einführung in die Sprachphilosophie, München 1921
- Einführung in die Interpretation neufranzösischer Texte. Verlag der Hochschulbuchhandlung Max Hueber, München  1922
- Jean-Jacques Rousseau, München 1922
- François Rabelais, Leipzig 1923
- Der französische Symbolismus, München 1923
- Führer durch die literarischen Meisterwerke der Romanen, München 1923
- Über Bedeutungsverschiebung durch Formähnlichkeit im Neufranzösischen : eine semasiologisch-lexikographische Studie, München 1924
- Die französische Renaissancelyrik, München 1924
- Don Quijote als Wortkunstwerk, Heidelberg 1927 (Preis Isidre Bonsoms; span. Madrid 1949; 1966)
- (mit Victor Klemperer und Fritz Neubert) Die romanischen Literaturen von der Renaissance bis zur Französischen Revolution, Potsdam 1926
- Leitfaden der vergleichenden Bedeutungslehre: eine Zusammenstellung charakteristischen semasiologischen Beispielmaterials aus den bekanntesten Sprachen, München 1928
- La investigación estilística en las literaturas románicas, Buenos Aires 1932
- Religiöser Aufbruch im geistigen Frankreich von heute, Freiburg 1933
- Observaciones sobre pensamiento y lenguaje del superrealismo en Francia, Buenos Aires 1951
- Literature through art: a new approach to French literature, New York 1952; Chapel Hill 1969
- A critical bibliography of the new stylistics applied to the Romance literatures, Chapel Hill 1953; 1966 (span. 1955)
- Estudios literarios sobre mística española, Madrid 1955; 1968
- Trends & styles in twentieth century French literature, Washington 1957
- Initiation à l’explication de textes français. Max Hueber Verlag, München 1957
- (mit Yves Le Hir) Essai de bibliographie critique de stylistique française et romane, Paris 1961
- Estudios sobre el Barroco, Madrid 1964; 3. Auflage 1972
- Saggi di stilistica romanza, Bari 1967
- Don Quijote, Darmstadt 1968
- Santa Teresa de Avila, New York 1969
- Analisi e interpretazioni stilistiche, Bari 1971
- Rococo; eroticism, wit, and elegance in European literature, New York 1972
- Estudios de literaturas románicas, Barcelona 1972
- Explicación de textos literarios, Sacramento 1973
- Romanistische Stilforschung, Darmstadt 1975
- Estudios de estilística, Barcelona 1978